# Gabra a Málinka v čarovné zemi
Gabra a Málinka v čarovné zemi je čtvrtý díl knižní série Amálie Kutinové-Tauberové o Gabře a Málince, nerozlučných sestrách z Valašska. Poprvé tato kniha vyšla v roce 1938, v novějších vydáních byla spojena s předchozím dílem (Gabra a Málinka se učí latinsky), na který těsně navazuje. Stejně jako ostatní díly série je i tento založen na autobiografickém vyprávění o dospívání autorky („Málinka“ je sama autorka a „Gabra“ její starší sestra Gabriela), není však psán ich-formou a zachycuje i situace, u kterých Málinka nebyla osobně přítomna. Kniha je psána převážně spisovnou češtinou vyjma hlavní řeči postav. Dospělí příbuzní Gabry a Málinky sice mluví také spisovnou češtinou, obě dívky však hovoří valašským nářečím. Zvláštností tohoto dílu pak je, že většina vedlejších postav mluví nářečím kopaničářským, protože se příběh tentokrát odehrává převážně na Moravských Kopanicích.
Právě Moravské Kopanice jsou onou „čarovnou zemí“ v názvu knihy. Autorka je popisuje velmi malebně, s důrazem na přírodu, místní zvyky, kroje a nářečí (předznamenává tím svoji pozdější orientaci na zaznamenávání lidového folklóru, kterým se začala výrazněji zabývat v době, kdy jí byla ze strany komunistického režimu pozastavena spisovatelská činnost).

## Děj knihy
Gabře a Málince skončil druhý školní rok na Dívčím reálném gymnasiu ve Valašském Meziříčí. Ač měly jet původně na prázdniny do Prahy ke svojí vdané sestře Ludvě, nechají se přesvědčit Fanúškem Mackem, manželem jejich další sestry Valči, aby jely k nim do Žitkové, kopaničářské obce u hranic se Slovenskem. Fanúšek je v tamní škole řídícím učitelem, a protože má rád děti a s Valčou žádné nemají, už se těší, jak se bude moci Gabře a Málince věnovat.
Rodiče s děvčaty vypraví vlakem i jejich kozy, Herku a Šemíka, které musí Gabra s Málinkou pást i na prázdninách. Na Kopanicích  se sestry seznámí s místními obyvateli a zažijí s nimi mnoho různých příhod. Gabra, která neustále vymýšlí nějaké neplechy, se například pokusí napálit bohyni (místní vědmu), ale dostane od ní co proto. Také ošidí Málinku o jejím svátku, když jí tajně sní její dort a předstírá, že to byly myši, nebo když jí jako „dárek“ objedná na dobírku různé nesmysly, které našla v inzerci v novinách, a nechá ji, aby to zaplatila.
Málinka prožívá mnohem „mírumilovnější“ příhody. Například si založí „zvířecí farmu“ pro zvířátka, která jí darují děti z Fanúškovy školy (morčata, ochočenou lišku, veverku, zajíčka aj.). Rozhodne se, že lišku spolu s Mackovic psem odnaučí jíst maso, ale vyhladovělá liška zakousne Valčina kuřata. Aby ji zachránila před odplatou, pustí ji Málinka na svobodu, a spolu s ní i všechna ostatní zvířata z farmy, protože jí Gabra předtím řekla, že ji zvířata nemají ráda a chtějí po ní jen jídlo a volnost.
Na konci prázdnin nastanou silné deště a povodeň. Málinka se při povodni málem utopí, a když potom do Žitkové přijede maminka zkontrolovat, jestli jsou všichni v pořádku, odjede s ní domů. Gabře se po sestře stýská, navíc její Herka zničí Fanúškovu zahradu a Fanúš ji chce buď zastřelit, nebo prodat. Proto se Gabra i s kozou přidá k procesí ze Štítné, vesnice, kde s rodiči ještě před dvěma roky bydlela, a vrací se s nimi k Valašskému Meziříčí.

## Postavy

### Rodina Tauberových
- Gabra (Gabriela Tauberová): rošťácká studentka gymnázia, ráda si utahuje ze své mladší sestry Málinky, vlastní starou kozu Herku, která podobně jako Gabra často působí problémy svému okolí. Gabra ale není zlá, má jen osobité a lehkomyslné vnímání světa a nepřemýšlí nad následky svého jednání. Pro ostatní je pak často obtížné rozlišit, jestli její jednání bylo špatné či ne. Například když v tomto díle namluvila zaostalé pasačce Filoméně, že se do ní zamiloval pilot letadla, aby ji potěšila, a Filoména byla tak šťastná, že jí Fanúšek ani Málinka nedokázali říct, že to není pravda.
- Málinka (Amálie Tauberová): Gabřina mírná a vzorná sestra. Chce se stát lékárnicí a pomáhat lidem i zvířatům. Z lásky ke zvířatům se spolu s Gabrou stala vegetariánkou, ale když divoké prase málem zabilo kopaničáře Šmatláka, zase si to obě rozmyslely. Vlastní kozu Šemíka, která je stejně klidná a poslušná jako Málinka.
- Jeníček (Jan Tauber): mladší bratr Gabry a Málinky, nejmladší dítě a jediný syn pana a paní Tauberových. V tomto díle se příliš často nevyskytuje, protože o prázdninách zůstal doma a na Kopanicích se objevil jen jednou, když ho s sebou maminka vzala na krátkou návštěvu.
- Maminka (Amálie Tauberová): také v tomto díle příliš často nevystupuje. Zůstává doma a s dcerami je v kontaktu přes dopisy. Teprve po povodni přijíždí na Kopanice a odváží s sebou Málinku.
- Tatínek (Jan Tauber): bývalý pan řídící Základní školy ve Štítné nad Vláří. Přestěhoval se do Valašského Meziříčí spolu s celou rodinou včetně babičky. V tomto díle se vyskytuje na začátku, kde dcerám radí, kam by měly jet na prázdniny.
- Babička: matka pana Taubera. Když jsou vnoučata doma, dohlíží na ně.
- Ludva (Ludvika Jandová): starší sestra Gabry a Málinky. Se svým mužem Antonínem Jandou bydlí v Praze. Gabra a Málinka k nim měly jet na prázdniny, ale nakonec to neudělaly, a tak se Jandovi kromě zmínky na začátku v knize nevyskytují.
- Valča (Valerie Macková): starší sestra Gabry a Málinky, vdaná za Fanúška Macka, řídícího učitele Základní školy v Žitkové. Stará se o domácnost a vše kolem školy.
- Fanúšek, také Fanouš či Fanoušek (František Macek): švagr Gabry a Málinky, manžel jejich starší sestry Valči a řídící učitel Základní školy v Žitkové. Mezi dětmi je velmi oblíbený, protože umí o všeličems pěkně vyprávět a dá se přemluvit i k nějaké lumpačině. Pro Gabru a Málinku vymyslel na prázdniny zajímavý program (stavbu koupaliště, lovení raků, výlety po okolí). V tomto díle ale také ukázal, že se umí pořádně rozčílit, když chtěl zastřelit Málinčinu lišku, která zakousla Valčina kuřata, nebo Gabřinu kozu Herku, která mu zničila zahradu a včelí úly.
- Teta Anna: teta Gabry a Málinky, žena zámeckého správce v Návojné. Poslala Málince k svátku svoje staré plavky. Další zmínka o ní v knize není.

### Kopaničáři
- Šmatlák: místní starý „policajt“. Rád vypráví neuvěřitelné historky, ve kterých obvykle zveličuje svoje vlastní schopnosti. Vsadil se s Fanúškem, že pro Málinku chytí malého divočáka, a pak jí místo něj podstrčil tmavé domácí prase. Později byl vážně zraněn při honu na dospělého divokého kance.
- Žitkovská bohyně: vědma, která věští budoucnost z vosku litého do vody a léčí nemocné bylinkami a zaříkáním. Gabra chtěla, aby jí věštila, a tak se převlékla za dospělou vesničanku. Ale bohyně ji poznala a vynadala jí. Později zaříkávala Málinku, když se málem utopila při povodni. V knize není řečeno, jak se bohyně jmenuje.
- Filoména: pohledná, ale duševně zaostalá pasačka. Často si zpívá, i když komolí melodii i texty písní. Gabra jí namluvila, že se do ní zamiloval pilot aeroplánu, což Filoménu velmi potěšilo. Fanúšek a Málinka jí chtěli říct pravdu, ale když viděli, jak je šťastná, nedokázali to.
- Rafael Vojáček: student zvěrolékařství, syn hostinského z Hrozenkova. Málinka ho měla jako svůj idol do té doby, než jí řekl, že má ze všech zvířat nejraději husu na pekáči.
- Žíla: hajný, který umí vyprávět poutavé příběhy. Gabra s Málinkou přenocovaly u Žílů v hájovně, když byl svolán lov na divočáka.

Kromě těchto v knize vystupuje ještě řada dalších vedlejších postav.